# Baucina
Baucina est une commune italienne d'environ 2 000 habitants située dans la province de Palerme, dans la région Sicile.

## Administration
| Période                                  | Période | Identité | Étiquette | Qualité |
| ---------------------------------------- | ------- | -------- | --------- | ------- |
|                                          |         |          |           |         |
| Les données manquantes sont à compléter. |         |          |           |         |

### Communes limitrophes
Bolognetta, Caccamo, Casteldaccia, Ciminna, Ventimiglia di Sicilia, Villafrati

## Jumelages
Guilers (France)